# نهر نيوبرارا
نهر نيوبرارا (/ˌnaɪ.əˈbrærə/ Omaha–Ponca، حرفيًا "المياه المنتشرة أفقيًا" أو "المياه المنتشرة على نطاق واسع" في لغة قيبلة البونكا الأصلية) هي أحد روافد نهر ميسوري طوله حوالي 568 ميل (914 كـم) ويمر عبر ولايتي وايومنغ ونبراسكا الأمريكيتين. يجري النهر واحدًا من أكثر الأجزاء جفافًا في السهول الكبرى . يشتمل حوضه على مياه نيوبرارا على الطبقة الشمالية من تلال نبراسكا الرملية وقسم صغير جنوب وسط ولاية داكوتا الجنوبية بالإضافة إلى منطقة صغيرة من شرق وايومنغ.